# Lucia Haršányová
Lucia Haršányová (Trnava, 27 agosto 1990) è una calciatrice slovacca, difensore della nazionale slovacca.

## Carriera

### Club
Dopo essersi formata nelle giovanili del Suchá nad Parnou, Lucia Haršányová inizia la sua carriera con lo Skloplast Trnava giocando con la società della città natale fino all'estate 2009, quando coglie l'occasione che le offre lo Slovan Bratislava per giocare in 1. liga žien, il primo livello del campionato slovacco femminile di calcio. Con la società di Bratislava rimane le tre stagioni successive, condividendo con le compagne la conquista di due titoli nazionali e due Coppe di Slovacchia e, grazie ai risultati sportivi ottenuti, fa il suo esordio in UEFA Women's Champions League, durante la fase di qualificazione alla stagione 2010-2011, nell'incontro disputato il 5 agosto e perso per 3-0 con le tedesche del 2001 Duisburg.
Il 1º luglio 2012 annuncia il suo trasferimento a quello che sarà solo il primo dei campionati esteri, quello austriaco, dopo aver trovato un accordo con il Neulengbach campione in carica per la stagione entrante.
Durante il calciomercato estivo 2015 si trasferisce al Neunkirch, società svizzera iscritta al campionato di Lega Nazionale A, massima serie del campionato svizzero femminile di calcio. Alla guida del tecnico Hasan Dracić condivide con le compagne la conquista della finale di Coppa Svizzera e del campionato. A causa della mancanza della copertura finanziaria e amministrativa per poter competere la società comunica di non iscriversi al campionato successivo, svincolando di conseguenza le proprie tesserate.
Nell'estate 2017 sottoscrive un contratto con il MSV Duisburg per giocare in Frauen-Bundesliga, il livello di vertice del campionato tedesco; la stagione si rivela ostica con la squadra costretta a navigare nelle parti basse della classifica riuscendo tuttavia a raggiungere la nona posizione in campionato, che vale la salvezza, e il secondo turno di DFB-Pokal der Frauen, la Coppa di Germania di categoria, congiungendosi al termine della stagione con un tabellino personale di 20 presenze e due reti segnate in campionato.
Nel giugno 2018 l'AGSM Verona annuncia di aver trovato un accordo con la giocatrice per disputare con i colori della società veronese la stagione 2018-2019, raggiungendo la connazionale Lucia Ondrušová che con lei aveva condiviso la militanza sia nello Slovan Bratislava che nel Neunkirch.
Già a fine anno solare 2018 lascia l'Italia per tornare in Germania, al MSV Duisburg.

## Palmarès
- Campionato svizzero: 1

Neunkirch: 2016-2017
- Campionato austriaco: 2

Neulengbach: 2012-2013, 2013-2014
- Campionato slovacco femminile: 2

Slovan Bratislava: 2011, 2012
- Coppa Svizzera: 1

Neunkirch: 2016-2017
- Slovenský pohár Ženy: 2

Slovan Bratislava: 2010-2011, 2011-2012